# 이시모토 마코토
이시모토 마코토(일본어: 石本 慎, 1977년 1월 11일 ~ )는 일본의 축구 선수이다.

## 구단 경력
요코가와 전기에서 활동했다.

## 국가대표팀 경력
그는 1993년 FIFA U-17 세계 축구 선수권 대회에 참가할 일본 U-17 국가대표팀에 발탁되었으며, 4경기에 출전했다.